# Glomeris pustulata
Glomeris pustulata är en mångfotingart som beskrevs av Pierre André Latreille 1804. Glomeris pustulata ingår i släktet Glomeris och familjen klotdubbelfotingar. Utöver nominatformen finns också underarten G. p. transverseguttata.